# Kissidougou
Kissidougou es una ciudad en el sur de Guinea.  Es la capital de la prefectura de Kissidougou.  Tras los intensificados enfrentamientos en Sierra Leona y Liberia durante la caída del invierno en 2000, muchas personas de la ciudad de Guéckédou huyeron a Kissidougou y se asentaron. En 2014 tuvo una población de 102.675 habitantes.
La ciudad está servida por el aeropuerto de Kissidougou.

## Ciudad de Kissidougou
Fundada en el siglo XVIII, la ciudad es conocida por sus plantaciones de café y grandes extensiones de bosque.  Otras atracciones en la ciudad incluyen un museo, un equipo de fútbol y un importante puente.
A pesar de que el mercado esta abierto los 7 días a la semana, es especialmente ocupado los días martes.
La palabra Kissidougou significa un sitio de refugiados en la lengua del Kissi, el grupo étnico local más grande de la ciudad.
El músico Mory Kanté es de Kissidougou.

## Etnicidad

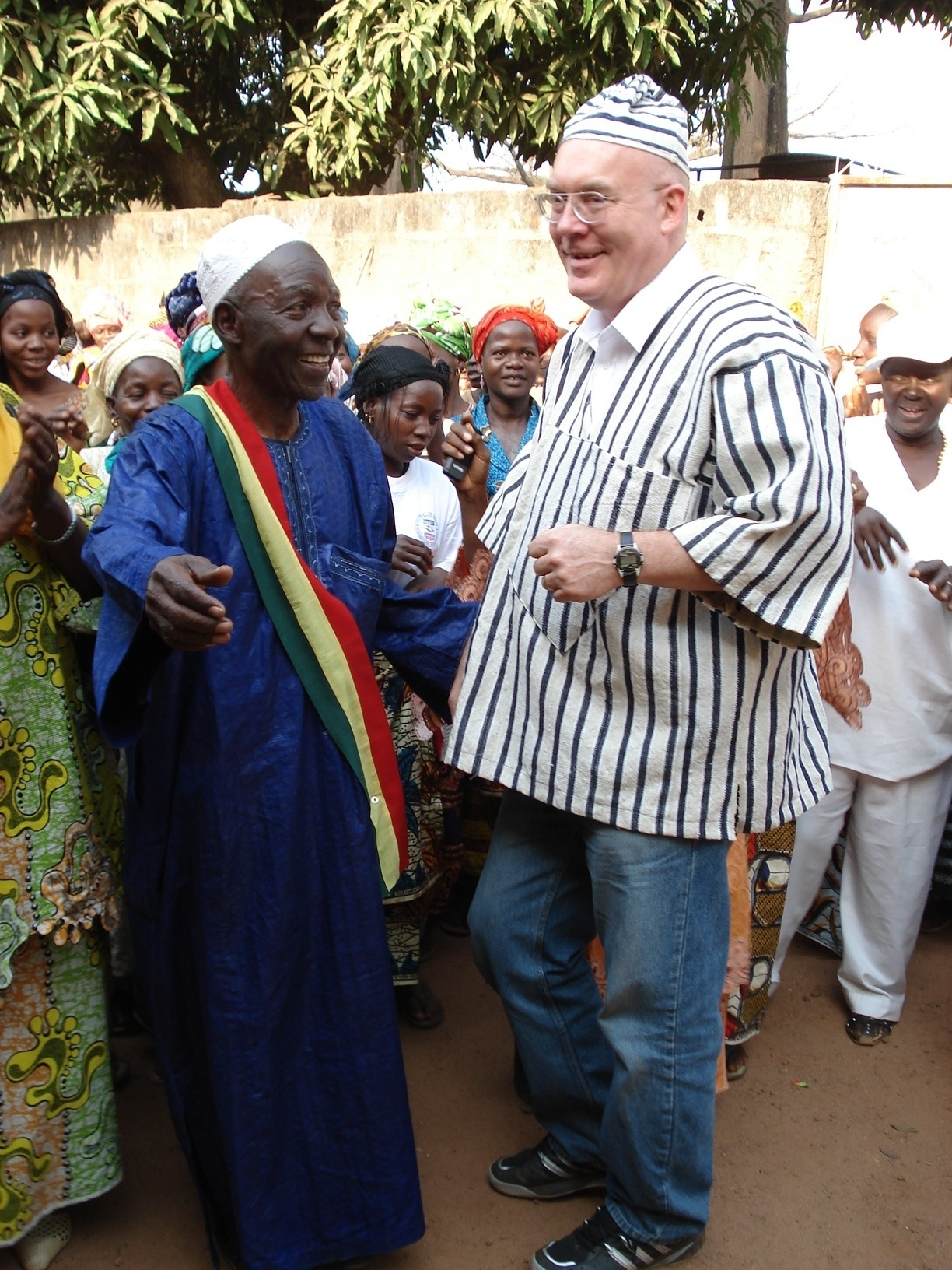
Paul Keita, alcalde de Kissidougou

Además de la etnia dominante Kissi,  hay naturalmente muchos otros grupos étnicos que viven en Kissidougou, incluyendo los malinké y los pular.
También, muchos Toma  viven en esta región, especialmente entre Kissidougou y Macenta.

## Crisis de refugiados
Durante los años noventa, el gobierno de Guinea, en cooperación con el Alto Comisionado de las Naciones Unidas para los Refugiados (UNHCR), proporcionaron protección internacional y asistencia a Sierra Leona y los refugiados liberianos que residen a lo largo de la frontera del sur de Guinea.  En diciembre del 2000 y enero del 2001, una serie de ataques transfronterizos en un cambio masivo en poblaciones de refugiados (y guineanos).  Muchos huyeron a las prefecturas de Kissidougou y N'Zérékoré en las regiones boscosas de Guinea.  En febrero de 2001, fueron reubicados en los campamentos de Gueckédou y Faranah comenzó con el traslado de los asentamientos de refugiados temporales a nuevos campamentos en la subprefectura de Albadariah en Kissidougou.
A lo largo del 2001,  había más de 400.000 refugiados en Guinea, muchos en Kissidougou.  Esta afluencia masiva de refugiados de Sierra Leona, puso gran énfasis en el gobierno de Guinea así como a organizaciones de ayuda internacional ''para proporcionar un refugio seguro estable''.
Había demandas generalizadas de violencia sexual durante los campamentos, a pesar de los mejores esfuerzos de las organizaciones de auxilio internacional.